# میدان گازی ارم
میدان گازی ارم یک میدان گازی است که در استان فارس ایران واقع شده‌است. براساس محاسبات اولیه، حجم گاز درجا در این میدان بیش از ۱۹ هزار میلیارد فوت‌مکعب است که بیش از ۱۳ هزار میلیارد فوت‌مکعب آن قابل دستیابی است. این حجم تقریباً معادل یک فاز میدان گازی پارس جنوبی است. میزان ذخیره میعانات گازی این میدان ۳۵۰ میلیون بشکه است.
این میدان در مختصات دویست کیلومتری جنوب شیراز، بیست و پنج کیلومتری جنوب غربی شهر خنج استان فارس و شصت کیلومتری شمال عسلویه در استان بوشهر قرار دارد. میدان گازی باغون بخشی از میدان گازی ارم است. میدان ارم به پالایشگاه پارسیان نزدیک است و در صورت عملیاتی شدن استخراج از آن می‌تواند خوراک پایدار پالایشگاه گازی پارسیان را تامین کند.